# Straight-ahead jazz
Straight-ahead jazz (jazz direto, traduzido do inglês) é um gênero musical que se refere à postura de tocar jazz que evita as influências do rock que começaram a aparecer no jazz no final dos anos 1960, e que acabaria gerando o jazz fusion.
Essa "postura de tocar jazz" é caracterizada por certas convenções. Além da orientação para a geração de um som mais acústico, isso inclui, acima de tudo, padrões de acompanhamento típicos da seção rítmica consistindo de baixo e bateria (com swing, por exemplo, baixo ambulante e ritmo de colcheia swing nos pratos) e a estrutura sólida das canções (improvisação de tema - Tema). No straight-ahead jazz, a maior parte do programa consiste em números de swing, complementados por várias peças latinas e funk. Também típico (embora não decisivo para a classificação como direto) é a restrição da seleção de músicas aos padrões do Real Book e um som de banda baseado no jazz dos anos 40 aos 60 com instrumentação apropriada. Além disso, o desempenho se baseia em padrões de Walking bass e címbalo.
O site AllMusic explica que, por conta de o jazz fusion não ser considerado um jazz "verdadeiro" de acordo com os puristas, o straight-ahead jazz passou a descrever a música de jazz que não empregava as inovações do jazz fusion, como batidas de rock e instrumentos elétricos. Tanner, Gerow e Megill traçam a estética "direta" de volta à era do hard bop, após a qual alguns músicos continuariam a ser guiados pela tradição do jazz quando confrontados com inovações que ultrapassam os limites.
Em 1980, Wynton Marsalis tornou-se amplamente associado ao conceito do straight-ahead jazz.